# كرينيريت

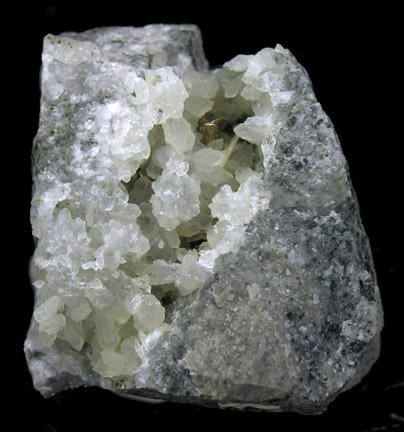
كرينيريت

كرينيريت (Krennerite) هو معدن يتكون من عنصري الذهب والتيلوريوم ويكون على شكل تيلوريد له صيغة تتفاوت بين AuTe2 إلى Au3AgTe8؛ ويمكن أن يتضمن الفضة في بنيته أيضاً.
يتبع المعدن في بنيته نظام بلوري معيني قائم؛ وذلك على العكس من معادن تيلوريدات ذهب أخرى مثل كالافريت أو سلفانيت التي تتبع نظام بلوري أحادي الميل.
يتراوح لون المعدن بين الأبيض الفضي إلى الأصفر النحاسي، ولديه كثافة نوعية مقدارها 8.62 و صلادة حسب مقياس موس تبلغ 2.5
اكتشف المعدن أول مرة سنة 1878 عالم المعادن الهنغاري József Sándor Krenner في رومانيا، ولذلك ينسب اسم المعدن إليه.